# Parosphromenus paludicola
Parosphromenus paludicola — тропічний прісноводний вид риб з родини осфронемових (Osphronemidae), підродина макроподових (Macropodusinae).
Майкл Твіді (англ. Michael Wilmer Forbes Tweedie), куратор Музею Рафлза в Сінгапурі, знайшов його близько 1950 року, а науковий опис зробив 1952 року. P. paludicola став другим, після P. deissneri, відомим представником роду Parosphromenus. Анатомічно та екологічно він чітко відрізняється від інших паросфроменів.
Видова назва paludicola латинського походження, вона означає «мешканець боліт».
Для рибальства вид не становить інтересу.

## Опис
Максимальна загальна довжина 3,7 см. Риби мають більш видовжене, ніж у решти паросфроменів, тіло, спинний плавець довший і має більше твердих променів. Довжина голови становить 33,3-34,5 %, а висота тіла 25,0-25,6 % стандартної (без хвостового плавця) довжини.
30 лусок у бічній лінії. Формула плавців відрізняє P. paludicola від усіх інших відомих паросфроменів. У спинному плавці 17-19 твердих і 5-7 м'яких променів, всього 22-25, в анальному 13-16 твердих і 6-9 м'яких, всього 21-23. В черевних плавцях по 1 твердому і 5 м'яких променів, перший м'який промінь подовжений у нитку й закінчується на рівні середини анального плавця, а іноді може навіть сягати основи хвостового плавця. Самці мають довші черевні плавці. Центральні промені хвостового плавця видовжені в нитку.
P. paludicola відрізняється незвичними, як на представників роду Parosphromenus, пастельними кольорами свого забарвлення та відсутністю чіткого малюнку на плавцях. Основне забарвлення темне оливково-коричневе зі світлими поздовжніми смугами: одна проходить серединою корпуса, інша — широка, розташована в черевній частині тіла, охоплюючи й основу грудних плавців, третя вузька й нечітка, проходить уздовж основи спинного плавця. Ці смуги можуть бути світло-жовтими й чітко вираженими, але можуть бути й відсутніми, коли забарвлення риб стає однорідним темно-коричневим. Ще на боках може бути присутня чорнувата пляма, але це не обов'язково. Плавці прозорі, коричнюваті. Лише в деяких форм на анальному плавці присутній флуорисцентний бірюзовий або фіолетовий візерунок, але ніколи в P. paludicola на плавцях не буває світлих смуг, характерних для інших видів.
Відмінності між шлюбним та звичайним забарвленням менш чіткі, ніж у будь-якого іншого виду паросфроменів, але вони все-таки існують: горизонтальні смуги звичайного забарвлення майже повністю зникають під час залицяння, з'являються так звані «сексуальні очі» (чорні вертикальні смужки, що проходять через очі), особливо виразні в самок.
Через відмінну структуру тіла та плавців, не лише самців, а й самок P. paludicola можна легко відрізнити від інших видів паросфроменів. Забарвлення самок у більшості місцевих форм не таке бліде бежево-жовте, як це має місце в багатьох інших видів.
Існує принаймні одна відома місцева форма («Wakaf Tapei»), яка, ймовірно, є підвидом, але з часом може бути визнана й як окремий вид. Форма «Wakaf Tapei» демонструє унікальну особливість, коли самка під час залицяння стає досить темною, деякі екземпляри навіть чорнуватими.

## Поширення
Вид зустрічається на північному сході Півострівної Малайзії (штати Тренгану та Келантан) й далі на північ до Наратхівата в південному Таїланді. За оцінкою, він населяє територію 1720 км². В межах цього ареалу поширення існує декілька більш-менш ізольованих популяцій, які дещо відрізняються забарвленням.
Parosphromenus paludicola зустрічається в невеликих струмках на заболочених ділянках лісу. Водиться як у чорноводних водоймах з кислою водою (pH 3,5-4,5), так і у водоймах з прозорою водою й нейтральним показником pH 7; температура води становить 25-27 °C. Риб ловили на ділянках з повільною течією на мілководді (глибина 5–50 см) серед густої прибережної рослинності. Крім P. paludicola, тут водяться Puntius hexazona, Rasbora taeniata, R. pauciperforata, R. dorsiocellata (цих чотирьох було дуже багато), R. cephalotaenia, R. kalochroma, Cyclocheilichthys apogon, Luciocephalus pulcher, Nandus nebulosus та кілька інших видів риб.
Через більшу толерантність до умов існування загроза існуванню Parosphromenus paludicola є нижчою в порівнянні з іншими представниками роду, але вона все ж є значною через загальне постійне руйнування природних водойм. Популяція з місцевості на південь від міста Маранг (малай. Marang) вважається вимерлою через процеси урбанізації в цьому районі. Загрозу популяції в Куала-Беранзі (малай. Kuala Berang) становить місцеве сміттєзвалище, ця популяція P. paludicola ймовірно також вимерла.

## Розмноження
Батьківське піклування в P. paludicola полягає в будівництві гнізд із піни. Самці залицяються в горизонтальному положенні. Ікринки падають на дно, тоді один або обоє батьків збирають їх і вкладають серед бульбашок гнізда з піни. Самець доглядає за кладкою.

## Утримання в акваріумі
1977 року вид був вперше імпортований до Європи Петером Надєм (нім. Peter Nagyi de Felso Gor) із Зальцбурга. Тоді ж він був уперше розведений у неволі. До 1990-х років P. paludicola, очевидно, ніколи не продавався на комерційній основі. Згодом було здійснено кілька імпортів до Центральної та Західної Європи, але в більшості випадків під хибною назвою «P. deissneri». P. paludicola дуже рідко зустрічається в продажу. На початку 80-х років Барбара та Алан Брауни (англ. B. and A. Brown) спіймали й привезли до Європи значно відмінний від номінальної форми локальний варіант «Wakaf Tapei». Ще раз цей різновид був імпортований в 1996 році фірмою «Young, Pinto and Arnitage», ці риби були успішно розведені Браунами. У комерційній торгівлі вид не з'являвся. Весь сучасний запас акваріумних популяцій походить від племінної популяції Браунів.
Parosphromenus paludicola — це один з найменш вибагливих видів паросфроменів, він не потребує обов'язкового моделювання умов чистої «чорної води» (м'якої й кислої). Тому P. paludicola (поряд із P. filamentosus та P. linkei) рекомендується для початківців у догляді та розведенні паросфроменів. Значення pH може коливатися в межах 4,0-6,5, провідність води повинна бути менше 100 мкСм/см, в ідеалі 30-50 мкСм/см, корисною є наявність у воді гумінових кислот.
Вид мирний. Тримається в середніх та нижніх шарах води. Він не потребує екстремальних параметрів води, тому його легше, ніж інші види паросфроменів, утримувати разом із іншими рибами. Сусідами можуть бути лише такі самі дрібні та мирні риби. Можна тримати P. paludicola й разом із іншими видами паросфроменів. Проте кращим варіантом є видовий акваріум та група з 6-8 особин. За таких умов тут можна буде виростити й мальків.
P. paludicola нереститься в печерах відповідного розміру, які можуть розташовуватись на дні, в товщі води або біля поверхні. Самці будують гнізда з бульбашок, але часто лише рудиментарні. Розмір кладки в P. paludicola є одним з найбільших у роді (до 100 ікринок).
Вважається, що варіація «Wakaf Tapei» менш продуктивна й дещо делікатніша за інші форми.